# (18838) Shannon
(18838) Shannon (1999 OQ) – planetoida z pasa głównego asteroid okrążająca Słońce w ciągu 4,85 lat w średniej odległości 2,86 j.a. Odkryta 18 lipca 1999 roku.